# 2-Benzyl-2-(dimethylamino)-4′-morpholinobutyrophenon
2-Benzyl-2-(dimethylamino)-4′-morpholinobutyrophenon ist eine chemische Verbindung aus der Gruppe der Aminobenzole.

## Eigenschaften
2-Benzyl-2-(dimethylamino)-4′-morpholinobutyrophenon ist ein gelblicher geruchloser Feststoff, der praktisch unlöslich in Wasser ist.

## Verwendung
2-Benzyl-2-(dimethylamino)-4′-morpholinobutyrophenon ist ein Photoinitiator zur Herstellung von Druckfarben und Oberflächenbeschichtungen auf Basis von durch UV-Strahlung polymerisierten Acrylaten, der im nahen UV- und sichtbaren Bereich wirkt. Er kann in die Polymermatrix eingebaut werden, die bei UV-Bestrahlung durch Radikalkettenpolymerisation Radikale bildet.